# Даунтаун (Оттава)
Даунтаун (Оттава) (фр. Centre-Ville d'Ottawa) — центральный район Оттавы, Онтарио, Канада. Как и следует из названия, является торговым и экономическим центром города. В нём находится большинство финансовых учреждений и важнейших правительственных зданий (часть правительственных зданий расположена в районе Таннис-Песчер, а также в соседнем городе Гатино). Естественными границами являются река Оттава на севере, канал Ридо на востоке, Глостер-стрит на юге и Бронсон-авеню на западе. Общая численность населения области составляет 4876 человек (перепись 2016 года).

## Характеристики
В центре Оттавы преобладают правительственные здания, в том числе Парламентский холм и Верховный суд. Самые известные здания расположены на улицах Веллингтон, Спаркс и Элгин. Большинство зданий представляют собой офисные башни, в которых расположены различные правительственные учреждения. Хотя большая часть индустрии высоких технологий Оттавы расположена на западе (Нипин и Каната), она также представлена в центре города. В центре города также есть несколько отелей и жилых кварталов (в основном высотных зданий и кондоминиумов, а также более старые дома для одной семьи и таунхаусы на окраинах района.
С севера на юг, от Веллингтон-стрит до Лорье, в основном на Элгин-стрит расположен ряд достопримечательностей: гранд-отель Шато-Лорье, Национальный центр искусств, отель Lord Elgin, площадь Bell Canada, здание суда Оттавы и мэрия Оттавы. Другие известные здания включают офисно-торговый комплекс World Exchange Plaza, занимающий целый городской квартал на юго-западном углу улиц Куин и Меткалф, с «часовым шаром» наверху, и Place de Ville, комплекс, состоящий из четырёх офисных зданий и двух больших отелей, занимающий в совокупности два квартала, причём все здания комплекса соединены подземным торговым залом. На Спаркс-стрит также находится много исторических зданий.
Небоскрёбы Оттавы не столь высоки, как в других городах Канады, так как законодательство запрещало строить здания выше 150 футов (45 м) до 1960-х гг., чтобы не заслонять здание парламента и его центральную Башню мира (аналогичный закон о высоте зданий действовал в то время в г. Вашингтон, округ Колумбия). Сегодня несколько зданий центра Оттавы превышают парламентскую Башню мира; самым высоким из них является 29-этажный Place de Ville (башня C) высотой 112 м, и несколько отелей из 30-35 этажей.
В центре города работает около 100 000 человек, и в настоящее время в нём находится около 1.9 млн м² офисных помещений.

### Окрестности
Область к востоку от канала и к западу от Кинг-Эдвард-Авеню, включая центр Ридо и рынок Байуорд, также обычно относят к историческому центру города, и известна под названием Лоуэртаун. В ещё более широком смысле к историческому центру нередко относят примыкающие к даунтауну Сентертаун на юге и Сэнди-Хилл на востоке (за каналом Ридо). Расположенный к северу от реки Оттава Халл (центральная часть города Гатино, Квебек) также исторически связана с центром Оттавы (в частности, печально известный Халльский пожар перекинулся на оттавский даунтаун).

## Демография
По данным переписи населения Канады 2016 г. Район определён как часть Оттавы к северу от Глостер-стрит, к востоку от Бронсона, к югу от реки Оттава и к западу от канала Ридо.
- Население: 4876 чел.
- Изменение (2011—2016 гг.): + 18,3 %
- Всего частных домов: 3965 (по сравнению с 3256 в 2011 году)
- Площадь участка: 1,26 км2 (0,49 кв. миль)
- Плотность населения: 3.865/км².

## Улицы

### Дороги
Центр Оттавы представляет собой прямоугольную сетку улиц, расположенных либо с востока на запад, либо с севера на юг, причем ряд улиц являются односторонними.
С востока на запад проходят Элгин-стрит, Меткалф-стрит, О’Коннор-стрит, Банк-стрит, Кент-стрит и Бронсон-авеню.
Начиная с востока:
- Элгин-стрит, церемониальный маршрут ежедневной смены караула и место многих выдающихся зданий и достопримечательностей, а также район ресторанов к югу от Лорье-авеню,
- Меткалф-стрит и О’Коннор-стрит — оживлённые многополосные улицы с односторонним движением,
- Банк-стрит проходит через центр города; на ней расположено множество мелких торговых заведений, ресторанов и баров.
- Кент-стрит, ещё одна оживленная многополосная односторонная улица с интенсивным дорожным движением,
- Лайон-стрит — граница делового района; вдоль неё расположено множество высотных офисных зданий и отелей, а также парковок,
- Бэй-стрит и Перси-стрит — жилые улицы с односторонним движением.
- Бронсон-авеню — крупный проспект, образующий западную границу даунтауна.

Самая северная улица с востока на запад, пересекающая центр города, — Веллингтон-стрит. На ней расположены группа зданий Парламента Канады, Национальная библиотека и архивы и Верховный суд. Это крупная четырёхполосная улица. На востоке она соединяется с улицей Ридо, а на западе — с бульваром Сэра Джона А. Макдональда .
К югу от Веллингтона находится Спаркс-стрит, большая часть которой является пешеходной зоной, закрытой для транспортных средств. Исторический район простирается от Банка до Элгина. Телестудии CBC расположены на улицах Меткалф и Спаркс.
На южных улицах преобладают офисные и гостиничные башни: Куин-стрит, Альберт-стрит, Слейтер-стрит, Лорье-авеню и Глостер-стрит.
Нормативы по зонированию города Оттавы ограничивает и регулирует застройку, позволяя сооружать высотные здания к северу от Глостер-стрит, а также дают статус «исторических» некоторым районам и зданиям.

### Общественный транспорт
По улицам Альберт и Слейтер до 2019 г. проходили основные маршруты скоростного автобусного транзита в западно-восточном направлении. В сентябре 2019 г. открылась новая линия оттавского метро O-Train (линия Конфедерации), часть станций которой расположена примерно там же, где ранее находились остановки линий автобусного транзита.
По-прежнему интенсивным является автобусное движение в северно-южном направлении (улицы Элгин, Бэнк и далее на запад), а также на запад по Веллингтон-стрит (вдоль Парламента), где проходят маршруты, ведущие в соседний город Гатино. Для разгрузки этих направлений ранее предполагалось соорудить в срок до середины 2020-х гг. Лёгкое метро Гатино (план отложен на неопределённый срок в период пандемии COVID-19).